# سوفیکو چیائوریلی
سوفیکو چیائوریلی (گرجی: სოფიკო ჭიაურელი؛ ۲۱ مهٔ ۱۹۳۷ – ۲ مارس ۲۰۰۸) یک هنرپیشه اهل گرجستان بود. وی بین سال‌های ۱۹۶۰ تا ۲۰۰۸ میلادی فعالیت می‌کرد.
از فیلم‌ها یا برنامه‌های تلویزیونی که وی در آن نقش داشته‌است می‌توان به علی‌بابا و چهل دزد، عاشق غریب، رنگ انار اشاره کرد.